# Diocesi di Blumenau
La diocesi di Blumenau (in latino Dioecesis Florumpratensis) è una sede della Chiesa cattolica in Brasile suffraganea dell'arcidiocesi di Joinville. Nel 2023 contava 618.172 battezzati su 839.483 abitanti. È retta dal vescovo Rafael Biernaski.

## Territorio
La diocesi comprende 13 comuni nella parte orientale dello stato brasiliano di Santa Catarina: Blumenau, Balneário Piçarras, Benedito Novo, Doutor Pedrinho, Gaspar, Ilhota, Indaial, Luiz Alves, Navegantes, Penha, Pomerode, Rio dos Cedros e Timbó.
Sede vescovile è la città di Blumenau, dove si trova la cattedrale di San Paolo apostolo.
Il territorio si estende su una superficie di 3.835 km² ed è suddiviso in 41 parrocchie.

## Storia
La diocesi è stata eretta il 19 aprile 2000 con la bolla Venerabiles Fratres di papa Giovanni Paolo II, ricavandone il territorio dall'arcidiocesi di Florianópolis e dalle diocesi di Joinville (oggi arcidiocesi) e di Rio do Sul.
Originariamente suffraganea dell'arcidiocesi di Florianópolis, il 5 novembre 2024 è entrata a far parte della provincia ecclesiastica di Joinville.

## Cronotassi dei vescovi
Si omettono i periodi di sede vacante non superiori ai 2 anni o non storicamente accertati.
- Angélico Sândalo Bernardino † (19 aprile 2000 - 18 febbraio 2009 ritirato)
- Giuseppe Negri, P.I.M.E. (18 febbraio 2009 - 29 ottobre 2014 nominato vescovo coadiutore di Santo Amaro)
- Rafael Biernaski, dal 24 giugno 2015

## Statistiche
La diocesi nel 2023 su una popolazione di 839.483 persone contava 618.172 battezzati, corrispondenti al 73,6% del totale.
| anno | popolazione | popolazione | popolazione | presbiteri | presbiteri | presbiteri | presbiteri                | diaconi | religiosi | religiosi | parrocchie |
| anno | battezzati  | totale      | %           | numero     | secolari   | regolari   | battezzati per presbitero | diaconi | uomini    | donne     | parrocchie |
| ---- | ----------- | ----------- | ----------- | ---------- | ---------- | ---------- | ------------------------- | ------- | --------- | --------- | ---------- |
| 2000 | 410.000     | 595.898     | 68,8        | 34         | 22         | 12         | 12.058                    | 21      | 12        | 73        | 25         |
| 2001 | 333.000     | 483.021     | 68,9        | 46         | 25         | 21         | 7.239                     | 26      | 22        | 70        | 26         |
| 2002 | 400.387     | 518.032     | 77,3        | 57         | 32         | 25         | 7.024                     | 26      | 26        | 74        | 26         |
| 2003 | 382.612     | 529.258     | 72,3        | 54         | 31         | 23         | 7.085                     | 31      | 24        | 76        | 27         |
| 2004 | 390.264     | 540.242     | 72,2        | 51         | 31         | 20         | 7.652                     | 31      | 21        | 79        | 28         |
| 2006 | 401.000     | 571.000     | 70,2        | 54         | 35         | 19         | 7.425                     | 30      | 21        | 70        | 29         |
| 2012 | 430.000     | 609.000     | 70,6        | 65         | 49         | 16         | 6.615                     | 60      | 16        | 60        | 38         |
| 2015 | 470.502     | 686.978     | 68,5        | 71         | 57         | 15         | 6.626                     | 53      | 15        | 40        | 40         |
| 2018 | 479.650     | 708.700     | 67,7        | 68         | 54         | 14         | 7.053                     | 71      | 14        | 30        | 41         |
| 2020 | 605.322     | 815.365     | 74,2        | 72         | 57         | 15         | 8.407                     | 73      | 15        | 49        | 41         |
| 2022 | 612.051     | 831.172     | 73,6        | 60         | 42         | 18         | 10.200                    | 57      | 18        | 35        | 41         |
| 2023 | 618.172     | 839.483     | 73,6        | 61         | 43         | 18         | 10.133                    | 54      | 18        | 35        | 41         |